# اکتت (شوبرت)

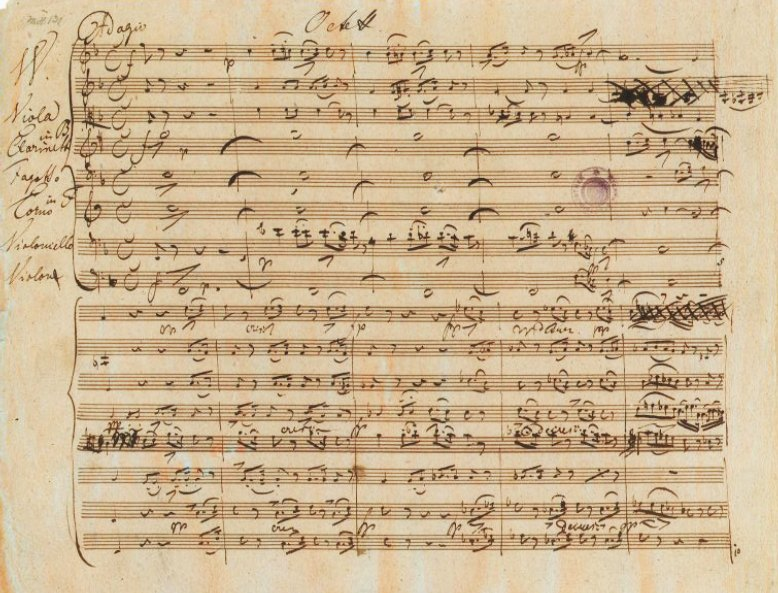
بخشی از اُکتتِ شوبرت به خط خودِ آهنگ‌ساز

اُکتِت (به انگلیسی: Octet، به آلمانی: Oktett) یا هشت‌تایی در فا ماژور، د. ۸۰۳، از فرانتس شوبرت، اثری است در قالب موسیقی مجلسی، که آهنگ‌ساز آن را در مارس ۱۸۲۴ برای هشت ساز (سه ساز بادی و پنج ساز زهی) تصنیف کرد.
سفارش تصنیفِ این اثر را فردیناند ترویِر (۱۷۸۰–۱۸۵۱)، نوازندهٔ نامدارِ کلارینت، به شوبرت داد. ترویِر همچنین دو اثر بسیار معروفِ دیگر در فرم موسیقی مجلسی از شوبرت، یعنی کوارتت‌های زهیِ روزاموند (د. ۸۰۴، اُپوس ۲۹) و مرگ و دوشیزه (د. ۸۱۰) را سفارش داد.

## ساختار و سازبندی
اُکتِتِ شوبرت شش موومان دارد:
1. آداژیو - آلگرو - پیو آلگرو
2. آداژیو
3. آلگرو ویواچه - تریو - آلگرو ویواچه
4. آندانته - واریاسیون‌ها. اون پوکو پیو موسو - پیو لِنتو
5. منوئه. آلگرتو - تریو - منوئه - کودا
6. آندانته مولتو - آلگرو - آندانته مولتو - آلگرو مولتو

اجرای کاملِ اُکتتِ شوبرت حدود یک ساعت زمان می‌بَرَد.
اُکتت بزرگ‌ترین اثرِ شوبرت برای موسیقی مجلسی است.
آهنگ‌ساز این اثر برای یک کلارینت، یک فاگوت (باسون)، یک کُر (هورن)، دو ویولن، یک ویولا، یک ویولنسل، و یک کنترباس نوشته‌است. این سازبندی (اُرکِستراسیون) مشابه سازبندیِ سِپتِتِ لودویگ فان بتهوون است؛ آهنگ‌سازی که شوبرت بیش از همه تحت تأثیرِ او بود، و اُکتتِ شوبرت نیز، ا جهاتِ مختلف، حتی در شمارِ موومان‌ها، بسیار شبیه سپتتِ بتهوون است. تنها تفاوتِ بارزِ این دو اثر در کلیدِ اصلی شمارِ سازها است؛ یعنی اُکتتِ شوبرت یک ویولن (ویولنِ دوم) بر سپتتِ بتهوون افزون دارد.